# Bakreni ftalocijanin
Bakreni ftalocijanin, ftalocijanin plavi BN, monastral plava ili ftalo plava je svijetlo, kristalno, sintetičko plavo bojilo iz skupine ftalocijaninskih bojila. Njegova briljantna plava boja često se koristi u bojama i bojilima. Visoko je cijenjen zbog svojih vrhunskih svojstava kao što su postojanost na svjetlost, čvrstoća nijansiranja, moć pokrivanja i otpornost na djelovanje lužina i kiselina. Ima izgled plavog praha, netopivog u većini otapala, uključujući vodu. Zbog svoje stabilnosti, ftalo plava se također koristi u tintama, premazima i mnogim plastikama. Bojilo je netopivo i nema težnju da se kreće u materijalu. To je standardni pigment (bojilo) koji se koristi u tiskarstvu i industriji pakiranja. Industrijska je proizvodnja bila oko 10 000 tona godišnje samo u Japanu 1980-ih i 1990-ih. To je bojilo koje se najviše proizvodi u svijetu.

## Ftalocijaninska bojila
Ftalocijaninska bojila su derivati makrocikličkog sistema tetrabenzotetraazaporfina ili tetrabenzoporfirazina, koji je građen analogno osnovnom skeletu krvnih i lisnih boja (porfinu), a razlikuje se od njega po tome što su u njegovom unutarnjem, šesnaestočlanom prstenu metinska premoštenja zamijenjena dušikovim atomima. Većina tržišnih proizvoda ove grupe sadržava u molekuli složeno vezan atom nekog dvovalentnog metala (Cu, Co, Ni, Zn, Ca, Ba i tako dalje).
Na osnovnom sistemu mogu se nalaziti razne grupacije uvedene u molekulu općim metodama aromatske supstitucije, koje treba da omoguće topljivost u vodi, ili da povećaju kemijsku reaktivnost prema bojanom materijalu, ili da ishodnom bojilu promijene nijansu. Takve su grupacije — S03H, — S02NR2, — CH2X, — HX (X = halogen), Cl- i tako dalje. Ovako supstituirani ftalocijaninski spojevi mogu se također vezati na neke intermedijare (na primjer supstituirane salicilne kiseline) ili azo-kopulacijske komponente, pa se dobivaju bojila novih grupacija (močilna, naftol AS i tako dalje). Sva su bojila ove grupe izvanredno postojana, a bojaju materijal modro, tirkizno ili zeleno. Upotrebljavaju se za bojanje tekstilnih vlakana, papira, plastičnih masa, kao pigmentna bojila, kao bojila za građevna veziva i tako dalje. Nalazimo ih u različitim grupama bojila, kao na primjer među supstantivnim, močilnim, reduktivnim, sumpornim bojilima ili među bojilima koja se grade na vlaknu (naftolima AS). Najvažniji su primjeri ove grupe: Heliogenblau G, C.I. 74100, priprema se najčešće grijanjem dinitrila ftalne kiseline s Heliogenblau G alkoholima, fenolima ili amidima, ili odvajanjem metalnih atoma iz metalnih ftalocijanina pomoću jakih kiselina; Heliogenblau B, C.I. 74160, bakarna kompleksna sol prethodne boje, dobiva se grijanjem dinitrila ftalne kiseline s bakarnim kloridom na 180 do 200 ˚C. Sulfuriranjem ovog bojila oleumom na 50 do 60°C nastaje Siriuslichttiirkisblau GL (Heliogenblau SBL), C.I. 74180, a kloriranjem dolazi do ulaženja 15 ili 16 atoma klora u molekulu te se dobiva Heliogengriin G, C.I. 74260.

### Ftalocijaninski razvijači
Ftalocijaninski razvijači (phthalogen-bojila) su organski intermedijari koji se posebnim postupcima vežu na supstrat istodobno s nekom metalnom soli, te naknadnom obradom grijanjem u prisutnosti reduktivnih sredstava prelaze na obojenom materijalu u nesupstituirane ili na određeni način supstituirane ftalocijanine. Takvi su intermedijari na primjer l-amino-3-iminoizoindolenin, Phthalogenbrillantblau IF3G, iz kojeg na vlaknu nastaje već spomenuti Heliogenblau B, C.I. 74160, i l-amino-3-imino-4 fenilizoindolenin, Phthalogenbrillantgriin IFFB.